# Boji

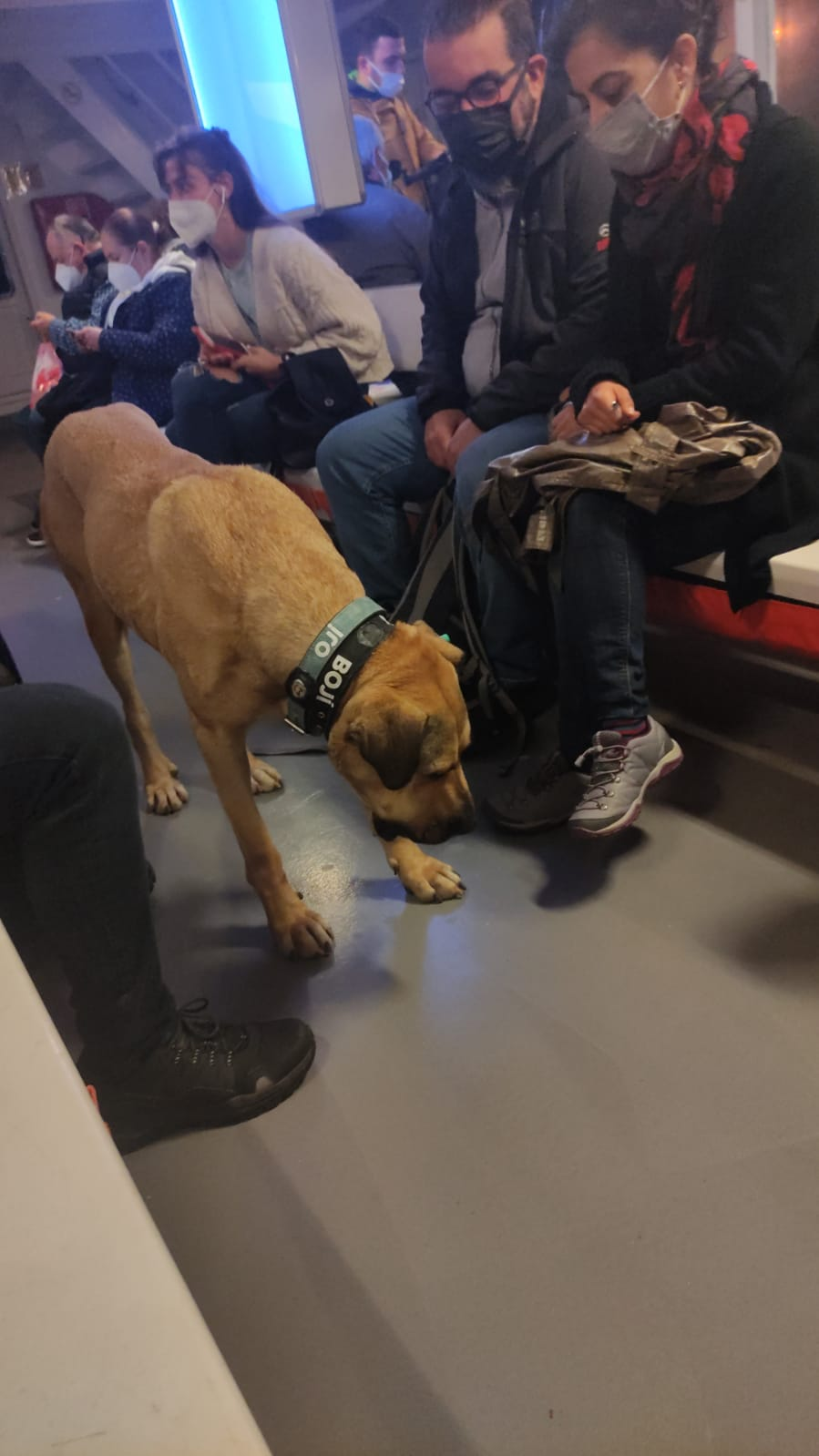
Boji op het openbaar vervoer in oktober 2021

Boji was een straathond in Istanbul, Turkije, die bekend werd om zijn veelvoudig gebruik van het openbaar vervoer van deze stad. Hij wordt beschreven als een mix van onder andere een Anatolische herdershond, met een goudbruine vacht, donkere ogen en slappe oren. Boji reist mee met zowel de bussen, metro's, trams als de veerboten van Istanbul.
Stadsambtenaren hebben ervoor gezorgd dat Boji werd gevaccineerd en ook werd hem een microchip aangemeten zodat ze konden bijhouden waar hij precies was geweest. Zo kwamen zij er achter dat Boji tot wel 29 metrostations per dag gebruikte en daarbij relatief grote afstanden tot wel 30 kilometers aflegde in totaal. Hij werd zelfs gespot op de Prinseneilanden, een eilandengroep in de Zee van Marmara, een onderdeel van Istanboel.
Zijn naam is het Turks betekent "draaistel". Toepasselijk, want een draaistel is een klein wagentje dat bevestigd wordt onder spoorwegmaterieel. De naam verwijst naar het feit dat Boji voortdurend reist.
Boji kwam voor het eerst onder de aandacht in 2021. Er wordt een Twitter- account beheerd in Boji's naam, met tweets in het Turks en Engels, en met bijna 60.000 volgers op 6 oktober 2021. Er is ook een Instagram-account. Veel mensen plaatsen foto's van hem, of selfies met hem, op hun eigen sociale mediakanalen.
Boji werd in 2022 geadopteerd door Ömer Koç, een Turkse miljardair en voorzitter van Koç Holding. In maart 2024 werd Boji opnieuw in het openbaar gespot, ditmaal in Londen, samen met Koç in een Londense bus.